# Oupouaout-Rê
Oupouaout-Rê est une divinité de l'Égypte antique vénéré à Lycopolis et à Abydos pendant le Moyen et le Nouvel Empire principalement.
Il est une forme du dieu Oupouaout qui, quand il se transforme en Ouapouaout-Rê, devient « l'ouvreur du chemin de la lumière du soleil ». Il est également « Oupouaout-Rê, possesseur de louanges, le perturbateur (?)/le sauveur (?) de Lycopolis, contre l'Agresseur et tous les poissons » d'après une stèle de Lycopolis datant de la période Ramesside. 
Oupouaout-Rê est une divinité du soleil et du ciel, forme syncrétique de Oupouaout et de Rê. Il endosse les différents rôles de ces deux divinités ce qui fait donc de lui le dieu soleil, qui ouvre la « matrice » de Nout pour y faire entrer Rê, et qui le protège et le guide. 
Il est « le seigneur d'Abydos et de Lycopolis de l'Égypte du Sud et du Nord ».
Le dieu Oupouaout-Rê est mentionné plusieurs fois sur différentes stèles découvertes à Assiout, dans la tombe de Salakhana.